# 妙蓮寺 (南アルプス市)
妙蓮寺（みょうれんじ）は、山梨県南アルプス市鏡中條にある日蓮宗の寺院。山号は法忍山。旧本山は鏡中條長遠寺、鏡師・義長会法縁。南アルプス市指定文化財の仏像3軀を祀る。

## 文化財
- 木造日蓮上人坐像　南アルプス市指定文化財　平成元年（1989年）1月19日指定
- 木造僧形八幡大菩薩像　南アルプス市指定文化財　平成元年（1989年）1月19日指定
- 木造新功皇后坐像　南アルプス市指定文化財　平成元年（1989年）1月19日指定

## 参考資料
- 日蓮宗寺院大鑑編集委員会『宗祖第七百遠忌記念出版 日蓮宗寺院大鑑』大本山池上本門寺 (1981年)

## 周辺寺院
- 長遠寺 (南アルプス市)　南アルプス市指定文化財を所蔵する。

座標: 北緯35度36分20.2秒 東経138度26分17.1秒 / 北緯35.605611度 東経138.438083度
| サブスタブ | この項目は、まだ閲覧者の調べものの参照としては役立たない、書きかけの項目です。この項目を加筆・訂正などしてくださる協力者を求めています。このテンプレートは分野別のサブスタブテンプレートやスタブテンプレート（Wikipedia:分野別のスタブテンプレート参照）に変更することが望まれています。 |